# 阪泉の戦い
阪泉の戦い（はんせんのたたかい）は、古代中国の伝説上の戦いで、軒轅（後の黄帝）が炎帝を破った会戦である。
『史記』五帝本紀によれば、神農氏の世が衰えたとき、諸侯が互いに侵略しあって百姓を虐げた。このとき軒轅は干戈を習い、帝に貢ぎ物を献上しない諸侯を征した。そこで蚩尤らを除く諸侯は軒轅に従った。このとき、炎帝が諸侯を侵略しようとしたので、諸侯は軒轅のもとに集まり、炎帝に対抗した。軒轅は徳を修め、兵を振るわし、五気を治め、五種を植え、万民を撫で、四方を度り、熊・羆・貔（伝説上の猛獣。貅・貙も同じ）・貅・貙・虎を調教した。それから起きたのが、阪泉の戦いである。両軍は阪泉の野で3回戦い、最終的に軒轅が勝利した。軒轅はこのあと蚩尤との涿鹿の戦いに勝って天子に推戴された。
黄帝を含めた五帝等の話は、もともと各地の様々な神話・伝説であったものを、戦国時代の人が時代順に並べる形式に整えて歴史にしたと考えられている。学問的に実在したことが知られるのは殷（商）以降であるから、それよりはるか以前の阪泉の戦いは史実であるかは不明である。